# Хлотар II
Хлотар II (на немски: Chlothar II, der Junge; * 584; † между 18 октомври 629 и 8 април 630) от род Меровинги, е крал на франките от 584 до 629 г.

## Живот
Хлотар е само на няколко месеца, когато неговият баща Хилперих I е убит през 584 г. Неговата майка, кралица Фредегунда, управлява кралството до нейната смърт през 597 г. Неговият чичо Гунтрам I, крал на бургундското частично кралство, го осиновява. На 13 години той се възкачва на трона.
Хлотар побеждава през 613 г. Брунхилда (Брунихилда), кралицата на Австразия и Бургундия, и нарежда нейната екзекуция. Така Хлотар II е след смъртта на неговия дядо Хлотар I първият крал на цялото Франкско кралство.
През 614 г. той трябва да даде важни права на франкските благородници в Edictum Chlotharii. Така Хлотар поставя основателния камък за по-късния възход на Майордомите, особено на Каролингите.
През 623 г. Хлотар предава Кралство Австразия на своя син Дагоберт I. Хлотар умира през зимата на 629/630 г. и е погребан в Париж в църквата Св. Винсент.

## Семейство
Хлотар се жени три три пъти.
Първи брак: ок. 599 г. с Хелдетруд († пр. 613, погребана в St-Ouen de Rouent, Руан); те имат три деца:
- Меровех, 604 доказан
- Син († сл. 613)
- Дагоберт I (* 603; † 639)

Втори брак: с Бертетруд († 618, погребана в St. Vincent, Париж); те имат син:
- Хариберт II
- предполага се, че има дъщеря Емма, съпруга на крал Едбалд от Кент

Трети брак: със Зигихилд, 625/626 доказана 9† 28 септември 629, погребана в St. Vincent, Париж).